# Semeliškės
Semeliškės est une ville de la Municipalité d'Elektrėnai dans l'Apskritis de Vilnius en Lituanie. La population est de 660 habitants. 
Les noms alternatifs de la ville sont Sameliškės, Semelishkes, Semelishkis, Semeliškių, Sumelishki, Sumilishki, Siemieliszki et Sumiliszk.

## Histoire
Le 6 octobre 1941, 962 juifs de la ville et des villages voisins de Žasliai et Vievis sont assassinés lors d'une exécution de masse perpétrée par un einsatzgruppen de policiers et de nationalistes lituaniens,.